# Ladytron
Ladytron ist eine Electropop-Band, die 1999 in Liverpool, Großbritannien gegründet wurde. Ladytron ist der Titel eines Liedes auf dem ersten Album von Roxy Music.

## Bandgeschichte

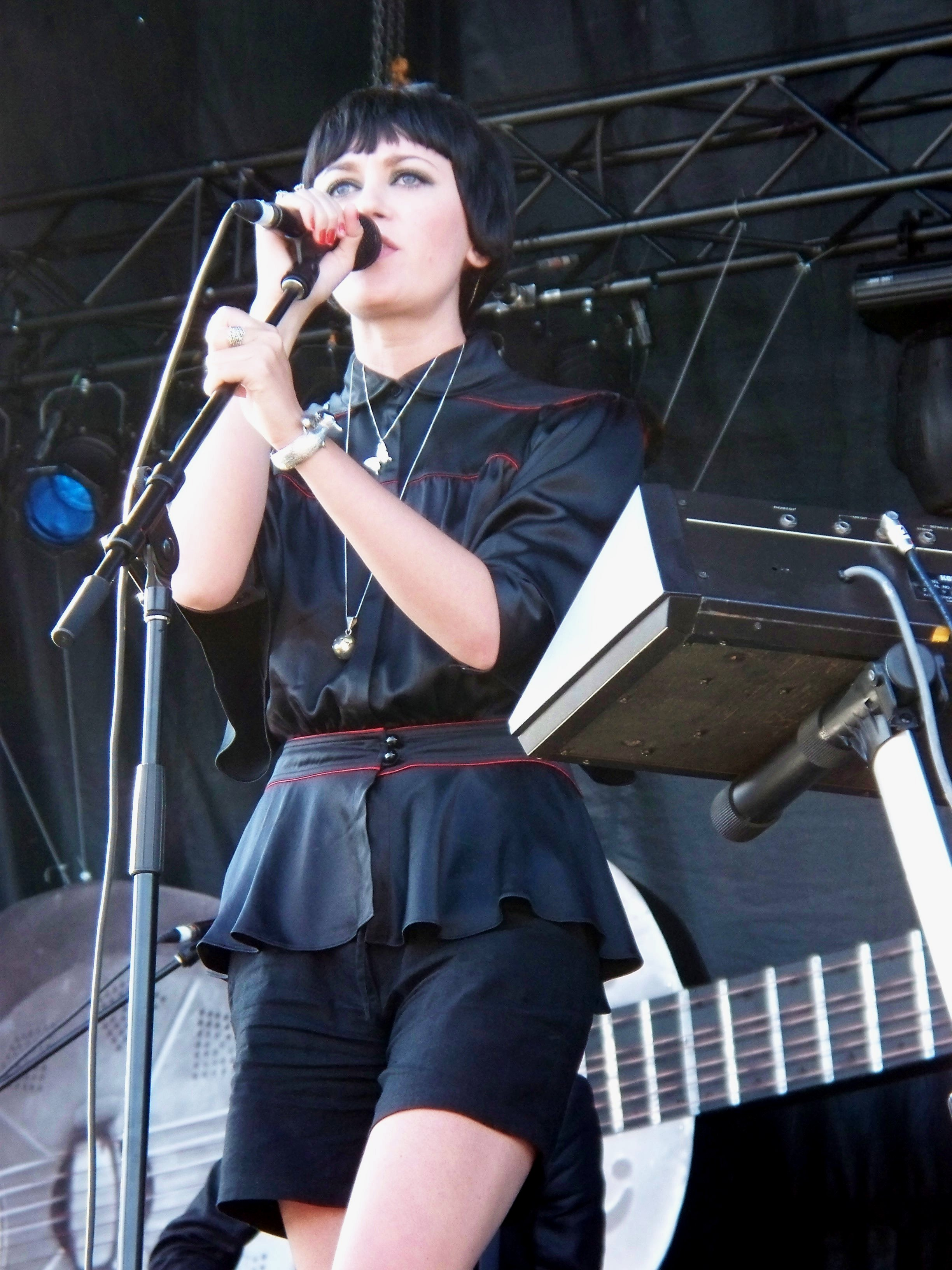
Helen Marnie 2008 beim Ottawa Bluesfest

Daniel Hunt und Reuben Wu arbeiteten Ende der 1990er in Liverpool gemeinsam als DJs und Produzenten. In diesem Rahmen trafen sie im Sommer 1999 die schottische Musikstudentin Helen Marnie und die bulgarisch-israelische Genetik-Doktorandin Mira Aroyo. Diese schlossen sich Hunt und Wu als Sängerin und Keyboarderin an. Ladytron veröffentlichten zwischen 1999 und 2001 drei EPs: Miss Black and Her Friends, Commodore Rock und Mu-Tron EP. Diese und ihr Debütalbum 604 (2001) waren auch erfolgreich, weil Ladytrons Stil den Nerv der Zeit traf, in der New New Wave, Electroclash und weitere Mischungen aus Electro und Rockmusik populär waren. Ladytron haben eine Zugehörigkeit zu einer Szene jedoch immer bestritten. 2002 erschien das etwas dunkler klingende Album Light & Magic. Das Lied Seventeen wurde ein weltweiter Hit. Die anschließende einjährige Tour machte Ladytron international bekannt.
Nach der Tour sollte direkt ein weiteres Album folgen, doch Emperor Norton Records, die Plattenfirma, bei der die Band unter Vertrag stand, löste sich 2004 auf. Das Album Witching Hour wurde deshalb auf dem Label Island Records veröffentlicht.
Im Frühjahr 2007 spielten sie als Vorgruppe von Nine Inch Nails auf deren Europatour.
Anfang Juni 2008 kam das Album Velocifero auf den Markt. Mit dem neuen Longplayer wechselte die Band zur Plattenfirma Nettwerk, bei der sie bis heute unter Vertrag steht. Velocifero wurde in Paris aufgenommen und war bis dato ihr erfolgreichstes Album. 2009 tourte Ladytron dann zusammen mit The Faint durch Nordamerika. Zwei Special-Shows, bei denen Brian Eno mit von der Partie war, führten die Band 2009 außerdem ins Opernhaus von Sydney.
Auf der Tour wurde das Live-Album Live at London Astoria 16.07.08 aufgenommen, das im selben Jahr auf 1000 Stück limitiert erschien. Später wurde es außerdem als Download veröffentlicht.
Die Vorab-Single zu ihrer Kompilation Best of 00–10, „Ace of Hz“, erschien bereits Ende 2010 als Download. Im März 2011 folgte dann das Best-of-Album. Es enthielt in der Standard-Edition 17 und als Deluxe-Edition 33 Titel sowie ein 80-seitiges Booklet.
Das fünfte Studioalbum Gravity the Seducer erschien am 9. September 2011. Diesem ging bereits im Mai 2011 die Single White Elephant voraus.
Seit 2018 wird auf der Website pledgemusic.com ein Aufruf zum Crowdfunding eines sechsten Albums angeboten. Dieses erschien am 15. Februar 2019 und trägt den Namen der Band, Ladytron.
Ladytron kündigten die Veröffentlichung ihres siebten Studioalbums Time's Arrow für Januar 2023 an, zusammen mit der Veröffentlichung der Single City of Angels im Oktober 2022. Am 14. März 2023 gab Wu auf Twitter bekannt, dass er die Band aufgrund seiner Verpflichtungen für seine Kunst- und Fotokarriere in den USA verlassen hat.

## Stil

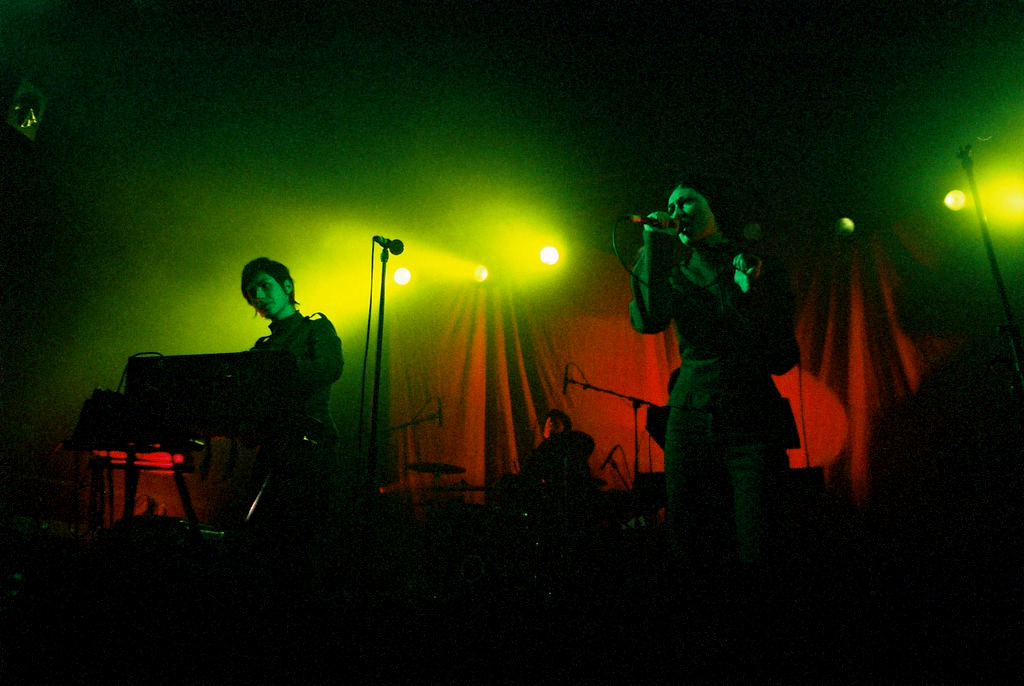
Konzert in London, 2003

Die Musik von Ladytron zeichnet sich durch simple, einfach nachzuvollziehende Strukturen aus und erinnert an die oft minimale Musik der frühen 1980er. Manche Lieder bieten zudem weitere Elemente, z. B. eine Gitarrenspur.
In der medialen Berichterstattung wurde das erste Album, „604“, oft in Verbindung mit den deutschen Elektronik-Pionieren Kraftwerk sowie der dunkleren Sparte des Synthiepop der 1980er Jahre gebracht. Auch wurde der Sound von Ladytron mit dem von Electroclash-Bands wie Fischerspooner und mit den dunkleren Werken von New Order verglichen. Auf der Bühne traten die Mitglieder von Ladytron früher in Uniformen auf und erinnerten damit stark an das Erscheinungsbild von Kraftwerk. Seit ihrem Album „Witching Hour“ treten die Frauen in futuristischen Kleidern auf, während die Männer T-Shirts und Jeans tragen. Dieser Stil wurde durch Blade Runner inspiriert.

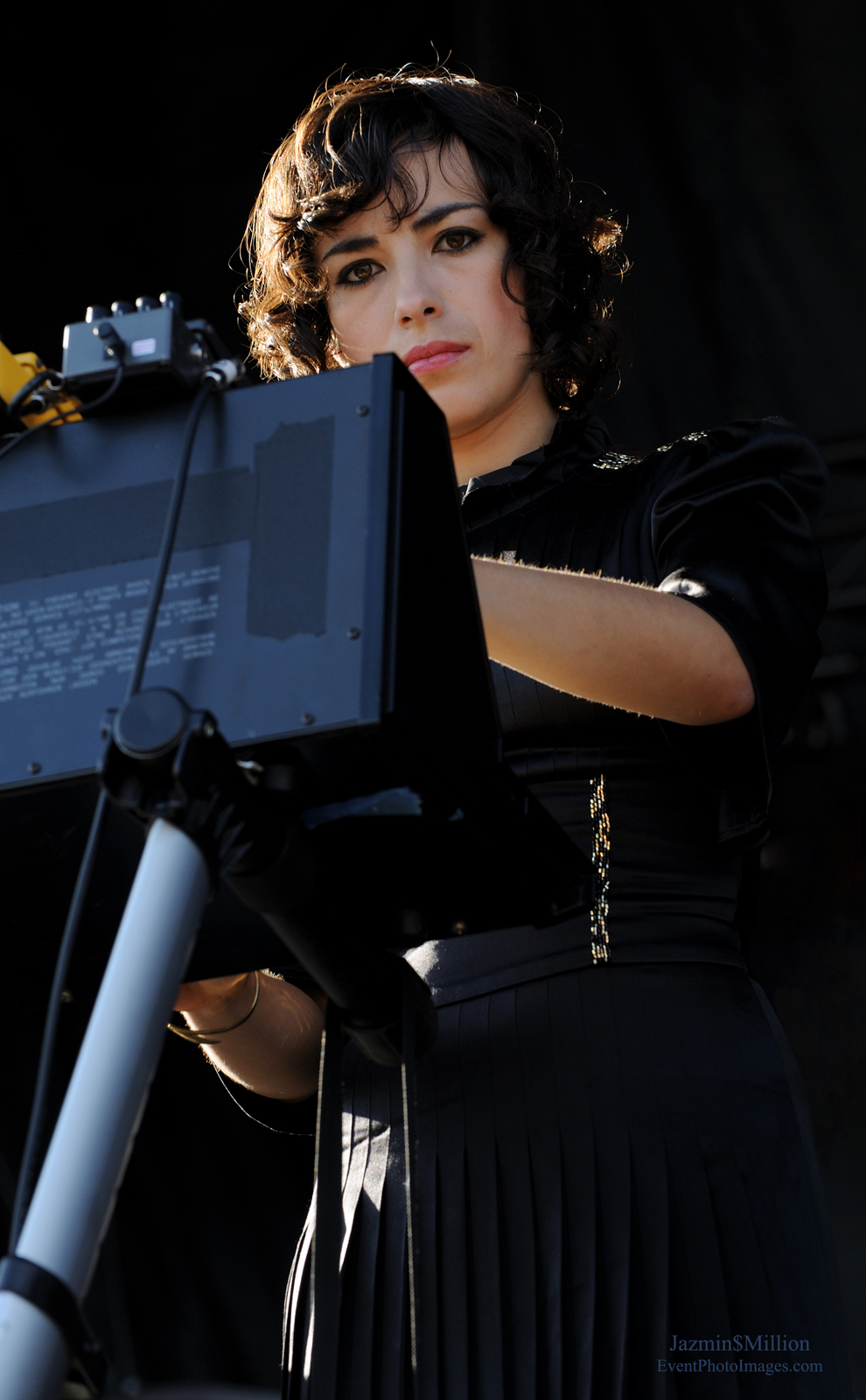
Mira Aroyo, 2008

Neben der englischen verwendet die Band für ihre Songtexte auch die bulgarische Sprache. Co-Sängerin Mira Aroyo, die bulgarischer Herkunft und mit der bulgarischen Sprache als Muttersprache aufgewachsen ist, äußerte sich zum Werdegang des Einsatzes des Bulgarischen bei Ladytron und erklärte, die Band habe erstmals beim Stück „Commodore Rock“ des Albums „604“ mit Bulgarisch experimentiert, weil diese Sprache einen vom Englischen so abweichenden Rhythmus aufweise. Es sei zunächst nicht vorgesehen gewesen, weitere Songs mit bulgarischen Texten zu schreiben, doch habe die instrumentale Basis des Stücks „True Mathematics“ regelrecht nach einem harten und Stakkato-ähnlichen Element verlangt, wie es etwa beim Stück „Warm Leatherette“ von The Normal gegeben sei. Die Band habe daraufhin den Klang der bulgarischen Sprache über deren natürliches Ausmaß hinweg möglichst perkussiv und „metallisch“ gehalten und der Song habe darüber hinaus beim Liveact auch über eine Eigendynamik einen noch härteren und nahezu an Heavy Metal heranreichenden Charakter entwickelt. Der Einsatz einer anderen Sprache als Englisch bei Liveset-Eröffnungssongs wie „True Mathematics“ hebt die Band zudem aus der Vielzahl anderer Bands ab und kann als eine Art Markenzeichen von Ladytron angesehen werden. Allein bis 2008 sang Aroyo auf drei Alben von Ladytron zehn Titel auf Bulgarisch.

## Trivia

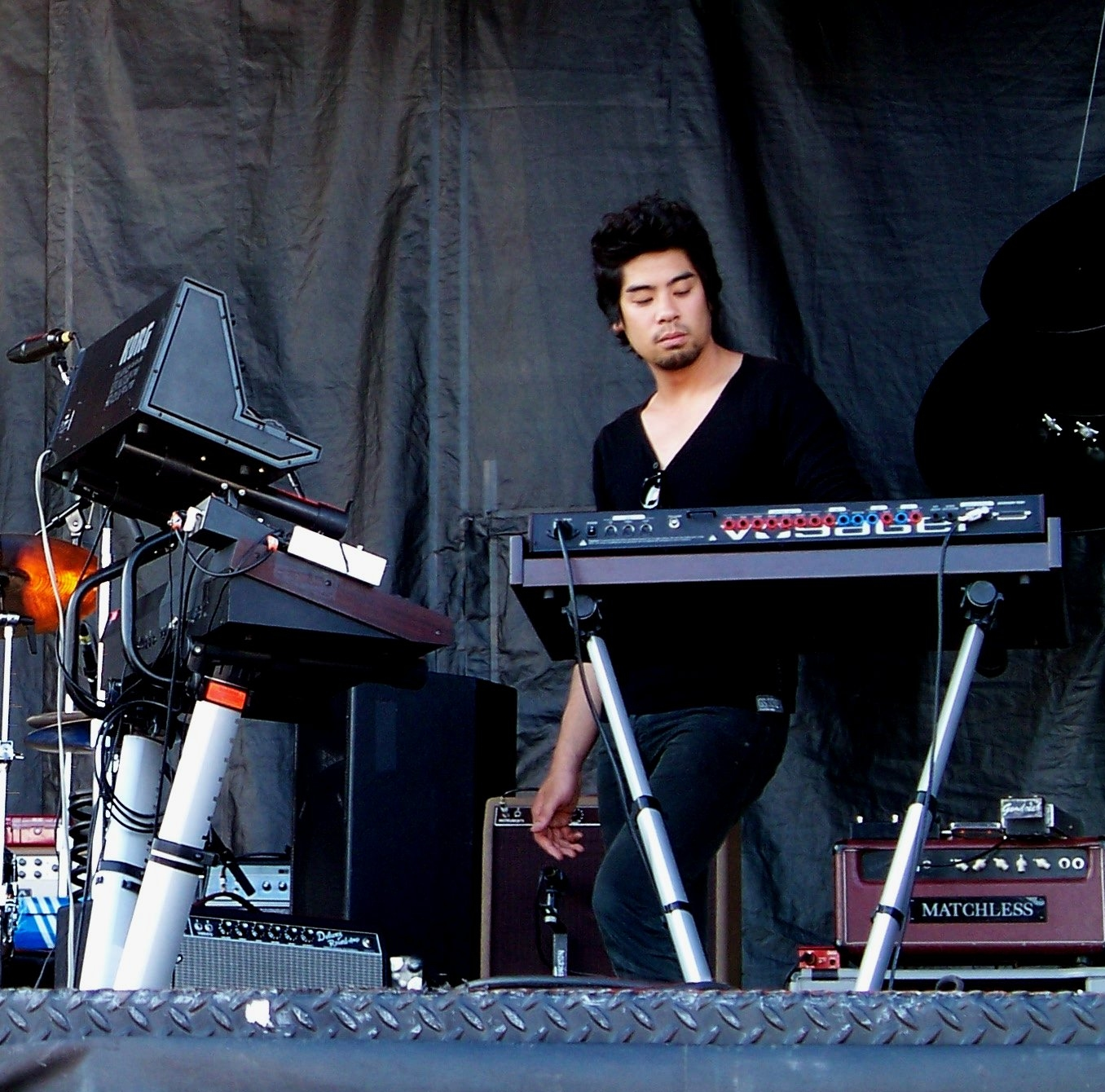
Reuben Wu, 2008

Am 8. August 2008 veröffentlichte der Flash-Animator  Jonathan „Jonti“ Picking (vor allem bekannt unter seinem Internetpseudonym „Weebl“) einen Cartoon der „Weebl & Bob“-Serie auf seiner Webseite, mit dem er das Ladytron-Musikvideo zu Destroy Everything You Touch parodierte. Nach Aufforderung des Ladytron-Managers Tim musste das Video offline genommen werden.
Das Lied Runaway ist auch im Computer- und Konsolenspiel FIFA 09 von EA Sports zu hören. Außerdem ist das Lied Ghosts als Hintergrundmusik in Need for Speed: Undercover und LittleBigPlanet 2 enthalten und in Die Sims 3 auf der benutzerdefinierten Musik zu hören. Für letzteres wurden außerdem drei weitere exklusive Tracks komponiert, welche nur in Die Sims 3 zu hören sind: Rockfalls & Estuaries, She Stepped Out of the Car und Young Etruscians.
Sugar (Jagz Kooner Remix) und Fighting In Built Up Areas sind Teil des Soundtracks von Need for Speed: Carbon. In FIFA 11 ist das Lied Ace of Hz enthalten.
Darüber hinaus finden sich Songs von Ladytron in zahlreichen Filmen und Serien, so ist u. a. Playgirl auf dem Soundtrack der zweiten Staffel der US-amerikanischen TV-Serie The L Word – Wenn Frauen Frauen lieben.

## Diskografie

### Studioalben
| Jahr | Titel               | Höchstplatzierung, Gesamtwochen, AuszeichnungChartplatzierungen (Jahr, Titel, Platzierungen, Wochen, Auszeichnungen, Anmerkungen) | Höchstplatzierung, Gesamtwochen, AuszeichnungChartplatzierungen (Jahr, Titel, Platzierungen, Wochen, Auszeichnungen, Anmerkungen) | Anmerkungen |
| Jahr | Titel               | UK | US | Anmerkungen |
| ---- | ------------------- | --- | --- | ----------- |
| 2001 | 604                 | — | — |             |
| 2002 | Light & Magic       | — | — |             |
| 2005 | Witching Hour       | UK81 (1 Wo.)UK | — |             |
| 2008 | Velocifero          | UK75 (1 Wo.)UK | US131 (1 Wo.)US |             |
| 2011 | Gravity the Seducer | UK72 (1 Wo.)UK | US112 (1 Wo.)US |             |
| 2019 | Ladytron            | — | — |             |
| 2023 | Time’s Arrow        | UK67 (1 Wo.)UK | — |             |

### Livealben
- 2009: Live at London Astoria 16.07.08

### Kompilationen
- 2003: Softcore Jukebox
- 2009: 604 (Remixed & Rare)
- 2009: Light & Magic (Remixed & Rare)
- 2009: Witching Hour (Remixed & Rare)
- 2010: Velocifero (Remixed & Rare)
- 2011: Best of Remixes
- 2011: Best of 00–10
- 2013: Gravity the Seducer Remixed

### EPs
- 1999: Miss Black and Her Friends (Japan-exklusiv)
- 2000: Commodore Rock
- 2000: Mu-Tron
- 2006: Extended Play
- 2006: The Harmonium Sessions
- 2011: Ace of Hz EP

### Singles
| Jahr | Titel Album                                | Höchstplatzierung, Gesamtwochen, AuszeichnungChartplatzierungen (Jahr, Titel, Album, Platzierungen, Wochen, Auszeichnungen, Anmerkungen) | Höchstplatzierung, Gesamtwochen, AuszeichnungChartplatzierungen (Jahr, Titel, Album, Platzierungen, Wochen, Auszeichnungen, Anmerkungen) | Anmerkungen |
| Jahr | Titel Album                                | UK | US | Anmerkungen |
| ---- | ------------------------------------------ | --- | --- | ----------- |
| 2001 | The Way That I Found You 604               | UK88 (1 Wo.)UK | — |             |
| 2001 | Playgirl 604                               | UK89 (1 Wo.)UK | — |             |
| 2002 | Seventeen Light & Magic                    | UK68 (2 Wo.)UK | — |             |
| 2003 | Blue Jeans Light & Magic                   | UK43 (2 Wo.)UK | — |             |
| 2003 | Evil Light & Magic                         | UK44 (2 Wo.)UK | — |             |
| 2005 | Sugar Witching Hour                        | UK45 (2 Wo.)UK | — |             |
| 2005 | Destroy Everything You Touch Witching Hour | UK42 (2 Wo.)UK | — |             |

Weitere Singles
- 1999: He Took Her to a Movie
- 2000: Another Breakfast with You
- 2005: International Dateline
- 2005: Weekend
- 2005: Soft Power
- 2008: Ghosts
- 2008: Runaway
- 2009: Tomorrow
- 2010: Ace of Hz
- 2011: White Elephant
- 2011: Ambulances
- 2011: Mirage
- 2018: The Animals
- 2018: The Island
- 2018: Far from Home
- 2022: City of Angels
- 2022: Misery Remember Me
- 2022: Faces

### Videoalben
- 2011: Best of 00–10 Videos